# The Pedophile's Guide to Love and Pleasure: a Child-lover's Code of Conduct
The Pedophile's Guide to Love and Pleasure: a Child-lover's Code of Conduct är en kontroversiell bok av Phillip R. Greaves som getts ut som e-bok på Amazon.com. Boken har beskrivits som en guide för pedofiler och kritiker har hotat att bojkotta Amazon på grund av utgivningen. Amazon försvarade till en början utgivningen med att det vore censur att inte ge ut böcker bara för att budskapet inte gillas. De menade också att Amazon.com stödjer idén om att alla människor har rätt att göra sina egna individuella konsumtionsval. Efter att ha låtit boken säljas fritt under en tid ändrade sig dock företaget och drog tillbaks boken. En som blev särskilt upprörd av boken var Polk County-sheriffen Grady Judd, som gav uppdrag åt sina detektiver att gå undercover och köpa ett exemplar av boken. Detektiverna lyckades med detta och menade att boken borde förbjudas eftersom den, som de såg det, innehöll obscent material. 